# Susanne Niemann
Susanne Niemann (* 31. Mai 1955 als Susanne Jensen) ist eine ehemalige dänische Fußballspielerin.

## Karriere

### Vereine
Niemann spielte zunächst bis 1977 für den in Ringsted auf der Insel Seeland ansässigen Ringsted Idrætsforening Vereinsfußball. Anschließend war sie für den Verein in Årby aktiv. 

### Nationalmannschaft
Niemann bestritt in einem Zeitraum von neun Jahren 31 Länderspiele für die A-Nationalmannschaft, davon 18 bei ihren acht Teilnahmen an den Turnieren um die Nordischen Meisterschaften, in denen sie sieben ihrer elf Länderspieltoren erzielte. Dieses Turnier gewann sie mit ihrer Mannschaft dreimal in Folge und ein viertes Mal bei der letzten Austragung im Jahr 1982. Des Weiteren kam sie auch in vier Spielen der in Italien ausgetragenen inoffiziellen Europameisterschaft vom 18. bis 28. Juli 1979 zum Einsatz. Die Begegnungen mit den Nationalmannschaften Frankreichs, Schottlands, Schwedens und Italiens wurden mit 3:1, 2:0, 1:0, 2:0 allesamt gewonnen und somit auch das Turnier; gegen Frankreich und Schweden gelang ihr jeweils ein Tor. Sie bestritt zudem fünf in Freundschaft ausgetragene Länderspiele sowie zwei in einem internationalen Turnier in Japan (1:1 vs. Italien, am 6. September 1981 in Kōbe und 1:0 vs. England, am 9. September 1981 in Tokio) und die ersten beiden der EM-Qualifikationsgruppe 4.

## Erfolge
- Halbfinalist Europameisterschaft 1984
- Nordischer Meister 1974, 1975, 1976, 1982
- Turniersieger Inoffizielle Europameisterschaft 1979